# Neosybra densepunctata
Neosybra densepunctata là một loài bọ cánh cứng trong họ Cerambycidae.